# Pirin Blagoewgrad
Der PFC Pirin 1922 Blagoewgrad (bulgarisch Професионален футболен клуб пирин 1922 Благоевград) ist ein bulgarischer Fußballverein aus Blagoewgrad. Der Verein spielt in der höchsten Spielklasse des Landes, der A Grupa. Die Vereinsfarben sind grün-weiß.

## Geschichte
Der Verein wurde 1922 als Granit Stara Kresna gegründet. Später benannte sich der Verein in Makedonska Slawa (bulg. Македонска слава, dt.: Mazedonischer Ruhm) um und spielte unter diesem Namen Anfang der 2000er Jahre in der höchsten bulgarischen Spielklasse. Später fusionierte der Verein mit dem anderen Pirin Blagoewgrad. 2005 kehrte der fusionierte Verein noch einmal in die erste Liga zurück, musste aber aufgrund eines Lizenzentzuges und mangelnder sportlicher Erfolge den Gang zurück in die zweite Liga Bulgariens antreten, aus der man 2006/07 als Meister gleich wieder in die A Grupa zurückkehrte. Nach der Saison 2010/11 wurde Blagoewgrad erneut wegen Lizenzverstößen aus dem bulgarischen Profifußball verbannt und in die drittklassige W Grupa-Südwest versetzt. Aus dieser stieg der Verein 2014 wieder in die zweite Liga auf, mit dem zweiten Tabellenplatz gelang dort am Saisonende der Durchmarsch in die erste Liga.
Die Heimstätte des Vereins ist das Christo-Botew-Stadion mit 7.500 Plätzen. Sponsor des Vereins ist die Brauerei Pirinsko.
Der Name des Vereins leitet sich vom Pirin-Gebirge ab.
| Saison  | Wettbewerb                  | Runde         | Gegner              | Gesamt | Hin     | Rück    |
| ------- | --------------------------- | ------------- | ------------------- | ------ | ------- | ------- |
| 1982/83 | UEFA-Pokal                  | 1. Runde      | Hammarby IF         | 1:7    | 1:3 (H) | 0:4 (A) |
| 1994/95 | Europapokal der Pokalsieger | Qualifikation | FC Schaan           | 4:0    | 3:0 (H) | 1:0 (A) |
| 1994/95 | Europapokal der Pokalsieger | 1. Runde      | Panathinaikos Athen | 1:8    | 0:2 (H) | 1:6 (A) |

Gesamtbilanz: 6 Spiele, 2 Siege, 4 Niederlagen, 6:15 Tore (Tordifferenz −9)

## Spieler
- Petar Michtarski (1976–1982) Jugend, (1982–1989, 1994, 1998–2000) Spieler, tätig u. a. beim VfL Wolfsburg, FC Porto oder RCD Mallorca.
- Iwailo Andonow (1987–1991, 2001–2001)
- Dimitar Berbatow (199?–1999) Jugend, später bei Bayer 04 Leverkusen und via Tottenham Hotspur zu Manchester United.
- Svetoslav Dyakov (199?–2002) Jugend, (2002–2005) Spieler,
- Kostadin Hazurov (2001–2003), tätig u. a. bei ZSKA Sofia.
- Ilijan Micanski (2003–2005),  tätig u. a. bei Lech Posen, Zagłębie Lubin und 1. FC Kaiserslautern.
- Stanislaw Manolew (2003–2005, 2006), tätig u. a. bei Litex Lowetsch und PSV Eindhoven.
- Georgi Georgiew (2018–)